# Valverde del Majano
Valverde del Majano is een gemeente in de Spaanse provincie Segovia in de regio Castilië en León met een oppervlakte van 31,00 km². Valverde del Majano telt 1.070 inwoners (1 januari 2016).